# Molly Pitcher (film 1911 Davis)
Molly Pitcher è un cortometraggio muto del 1911 diretto da Ulysses Davis e prodotto dalla Champion Film Company di Mark M. Dintenfass.
Molly Pitcher è il nome di fantasia con cui venne chiamata una donna che aveva dichiarato di aver combattuto alla battaglia di Monmouth durante la guerra d'indipendenza americana (28 giugno 1778).

## Produzione
Il film fu prodotto dalla Champion Film Company, una compagnia indipendente che Dintenfass aveva fondato nel 1909, stabilendone gli studi a Fort Lee, nel New Jersey.

## Distribuzione
Distribuito dalla Motion Picture Distributors and Sales Company, il film - un cortometraggio di una bobina - uscì nelle sale cinematografiche USA il 19 giugno 1911. Nello stesso anno, in dicembre, fu distribuito un altro Molly Pitcher prodotto dalla Kalem e diretto da Sidney Olcott.